# 河村元美
河村 元美（かわむら もとみ、1996年（平成8年）3月5日 - ）は、日本のフィールドホッケー選手。

## 経歴・人物
大阪府出身。羽衣学園中学校、羽衣学園高等学校を経て、山梨学院大学を卒業する。コカ・コーラボトラーズジャパン所属。
2016年リオデジャネイロオリンピックにホッケー女子日本代表に出場した。 